# Lago di Çıldır
Il lago di Çıldır (in turco Çıldır Gölü; in armeno Հիւսիսեան; in georgiano ჩრდილი; in russo Чилдыр) è un lago nel nordest della Turchia nelle province di Ardahan e di Kars.

## Geografia
È il più grande lago d'acqua dolce e il secondo lago più grande dell'Anatolia orientale, situato vicino al confine con la Georgia e l'Armenia. Giace a un'altezza di 1959 metri in un bacino intermontano denotato da colate laviche ed è circondato dalle montagne Kısır Dagı e Akbaba Dagi. Il lago di Çıldır ha una superficie di 120 km² e una profondità massima di 42 m. Il suo emissario è il torrente Arak Su. L'acqua del lago viene utilizzata per l'irrigazione. In inverno il lago gela. Tra Akçakale e Gülyüzü opera un traghetto.

## Storia
Nella tarda età del ferro, il lago di Çıldır si trovava probabilmente sul territorio del regno di Iga, che si pensa si estendesse lungo la sua costa sud-occidentale.